# Koninklijke Ahold NV
Koninklijke Ahold N.V. (Ahold) was de moedervennootschap van internationaal detailhandelsconcern Ahold. Koninklijke Ahold is in 2016 samen met Delhaize Groep gefuseerd tot Ahold Delhaize.

## Geschiedenis

### Albert Heijn
Oprichter Albert Heijn nam in 1887 in Oostzaan de kruidenierswinkel over van zijn vader. De oudste winkel van het bedrijf staat in de Zaanse Schans. De zaken liepen goed en de grootgrutter breidt de eerste helft van de 20ste eeuw steeds verder uit. De  supermarktketen Albert Heijn gaat in 1948 naar de beurs. Onder leiding van Albert en Gerrit Jan Heijn, kleinzoons van de oprichter, zet Albert Heijn in de daarop volgende veertig jaar een belangrijke stempel op de levensmiddelenhandel in Nederland: met de eerste zelfbedieningswinkels en de ontwikkeling van het huismerk en van non-food als productcategorie in de winkel. Ook op de Nederlandse keuken is de invloed van Albert Heijn merkbaar: de grootgrutter introduceert producten als wijn, sherry en kiwi's, draagt bij aan de introductie van de koelkast in het Nederlandse gezin en komt als eerste met gemaksvoeding (kant-en-klaarmaaltijden, diepvriespizza's). Albert Heijn groeit in deze periode uit tot het grootste levensmiddelenconcern in Nederland. De oorsprong van de Zaan is echter tot op heden merkbaar aan de benamingen van de producten. Zo verkoopt met Zaanse drop, brood met benaming Zaanse Snijer en vele andere producten met de benaming 'Zaans'. 

### Ahold
In 1973 verandert de houdstermaatschappij haar naam in Ahold. Ze breidt in de jaren zeventig de activiteiten uit naar sterkedrank en de drogisterijwinkelketen Etos. Verder breidt Ahold ook internationaal uit en verwerft bedrijven in Spanje en de Verenigde Staten. Onder aanvoering van een nieuw managementteam, waarin voor het eerst geen leden van de familie Heijn zitting hebben, versnelt de groei: in het tweede deel van de jaren negentig volgen acquisities in Latijns-Amerika, Centraal-Europa en Azië. Ter gelegenheid van het 100-jarig bestaan wordt door koningin Beatrix het predicaat Koninklijk verleend in 1987.

#### Boekhoudschandalen
De internationale expansie van Ahold kwam abrupt tot stilstand toen in februari 2003 boekhoudkundige onregelmatigheden bij veel dochtermaatschappijen naar buiten kwamen. Het ging om gerommel met de geconsolideerde jaarrekening van het concern. Resultaten en omzetten van maatschappijen die geen dochters van Ahold waren, waren ten onrechte meegeteld. Hierdoor leek het concern groter en viel de winst hoger uit. De bestuursvoorzitter (CEO) Cees van der Hoeven, de financieel directeur (CFO) Michiel Meurs en een aantal leden van het senior managementteam traden gedwongen af en de gerapporteerde winst over 2001 en 2002 werd herzien. De financieel belangrijkste onregelmatigheden werden in de Verenigde Staten vastgesteld bij US Foodservice en op kleinere schaal ook bij Tops Markets. Beide voerden te hoge inkomsten in verband met niet verkregen kortingen op. Ook bij de Argentijnse dochter Disco bleken de boeken niet te kloppen. Vastgesteld werd ook dat de financiële resultaten van bepaalde joint ventures onjuist waren verantwoord. Op het nieuws daalde de koers van het aandeel Ahold met twee derde en Standard & Poor's verlaagde de creditrating naar BB+.
Uiteindelijk trok accountant Deloitte de goedkeuring van de jaarrekeningen over 2000 en 2001 in. Er werden nieuwe jaarrekeningen vastgesteld. De omzet over 2000 liep terug van 51,5 naar 40,8 miljard euro en het bedrijfsresultaat van 2,3 miljard naar 1,6 miljard euro. Voor 2001 viel de omzet terug van 66,5 naar 54,2 miljard euro en het bedrijfsresultaat van 2,7 naar 1,9 miljard euro. Over 2002 leed Ahold haar eerste verlies van 1,2 miljard euro volgens Nederlandse boekhoudregels. Volgens de Amerikaanse boekhoudregels was het verlies 4,5 miljard euro op een omzet van 62,6 miljard euro.
De rol en integriteit van accountant Deloitte is ook ter discussie gesteld. Er werd een tuchtklacht ingediend door het functioneel parket en de VEB heeft een claim ingediend die later is geschikt om een langlopende procedure te voorkomen.

##### Juridische gevolgen in Nederland
De boekhoudkundige onregelmatigheden waren aanleiding voor de Nederlandse en Amerikaanse autoriteiten om diverse onderzoeken en strafzaken tegen Ahold en diverse voormalige bestuurders in te stellen. De Securities and Exchange Commission (SEC) vervolgde de fraude bij US Foodservice. In Nederland werd de consolidatiekwestie met de side letters vervolgd.
In Nederland werd Ahold aangeklaagd voor fraude. In september 2004 volgde een schikking: Ahold betaalde een boete van circa € 8 miljoen. De voormalige CEO, CFO en bestuurder met verantwoordelijkheid voor de Europese activiteiten werden door de Nederlandse autoriteiten ook aangeklaagd voor fraude. In mei 2006 achtte de rechtbank de voormalige CEO en CFO van Ahold schuldig aan valsheid in geschrifte. Beiden kregen een voorwaardelijke gevangenisstraf en een boete opgelegd.
Op 28 januari 2009 veroordeelde het Gerechtshof Amsterdam de voormalige CEO Van der Hoeven in het hoger beroep tot een geldboete van € 30.000 omdat hij, toen hij het bestaan van de side letters ontdekte, dit niet direct aan de externe accountant meldde. CFO Meurs werd veroordeeld tot een voorwaardelijke gevangenisstraf van zes maanden, een werkstraf van 240 uur en een geldboete van € 100.000. Andreae werd veroordeeld tot een voorwaardelijke gevangenisstraf van drie maanden en een geldboete van € 50.000. Fahlin werd vrijgesproken.
Er volgde ook een berisping van de controlerend accountant. Pieter Lakeman vermoedde malversaties bij de Argentijnse deelneming van het concern. In zijn boek: "Accountants in de fout", besteedde hij een heel hoofdstuk aan de accountants van Ahold, die volgens Lakeman volledig op de hoogte waren van de side-letters. Het College van Beroep voor het bedrijfsleven gaf op 11 september 2008 een individuele accountant van Deloitte op verzoek van SOBI in hoger beroep een berisping. In 2012 pakt de VEB dit op met een rechtszaak tegen al de toenmalige maatschaphouders van Deloitte. VEB verliest ook de procedure maar op 30 juni 2014 boeken tien individuele beleggers wel succes. Oud topman van Deloitte Roger Dassen kreeg een waarschuwing van de accountantskamer wegens misleiding. Op 22 september 2016 werd deze maatregel vernietigd door het CBb.

##### Juridische gevolgen in de Verenigde Staten
De SEC kondigde in oktober 2004 aan dat het onderzoek was afgerond en dat er met Ahold een definitieve schikking is overeengekomen.
In januari 2006 volgt een schikking van $ 1,1 miljard (€ 937 miljoen) in een collectieve rechtszaak die tegen de onderneming is aangespannen door (voormalige) aandeelhouders in de Verenigde Staten. Ook tegen Deloitte is een collectieve rechtszaak aangespannen, maar deze aanklacht is door het gerechtshof verworpen.
De SEC klaagt vier voormalige bestuurders van US Foodservice aan voor fraude: de CFO, de Chief Marketing Officer (CMO) en twee voormalige bestuurders belast met de inkoop. Die laatste twee treffen een schikking. De voormalige CMO wordt veroordeeld tot een celstraf van 46 maanden. De voormalige CFO krijgt drie jaar voorwaardelijke straf, waarvan zes maanden huisarrest.
In december 2014 bereikte Ahold een schikking van $ 297 miljoen met de autoriteiten in Connecticut wegens omzetfraude bij US Foodservice in de jaren 1998 tot 2005.

## Herstel
Op 5 mei 2003 werd Anders Moberg de nieuwe CEO van Ahold, als opvolger van Henny de Ruiter. Laatstgenoemde had op het hoogtepunt van de februaricrisis noodgedwongen zichzelf als president-commissaris tot CEO benoemd. Onder leiding van Moberg introduceerde Ahold eind 2003 de 'weg naar herstel', de strategie om de financiële positie te herstellen, haar geloofwaardigheid te herwinnen en de bedrijfsactiviteiten te versterken.
Onderdeel van de plannen is de verkoop van alle activiteiten in markten waarin Ahold niet binnen drie tot vijf jaar een houdbare eerste of tweede plaats kan verwerven en die op termijn niet voldoen aan de geformuleerde criteria voor winstgevendheid en rendement. Ahold verkoopt vervolgens alle activiteiten in Zuid-Amerika en Azië. Behouden wordt een kerngroep winstgevende ondernemingen in Europa en de Verenigde Staten. In het kader van de nieuwe strategie verstevigt Ahold daarnaast ook de verantwoording, de controlemechanismen en de corporate governance. Ook herstelt de financiële positie, waarvoor Ahold in 2007 weer een investmentgrade rating krijgt.

### Nieuwe strategie
In november 2006 kondigt Ahold de uitkomsten van een strategische evaluatie van de bedrijfsactiviteiten aan. De evaluatie is aanleiding voor een nieuwe strategie voor groei, gericht op de versterking van de concurrentiepositie in de levensmiddelensector, in het bijzonder in de Verenigde Staten. Ahold legt zich toe op de opbouw en versterking van de merken met een verbeterd product- en dienstenaanbod, realiseert een verbeterde prijspositie en lagere bedrijfskosten, en maakt een onderverdeling naar twee organisaties op twee continenten, beide onder leiding van een Chief Operating Officer (COO). Onderdeel van de strategie is een verdere aanscherping van de portefeuille, onder andere in de vorm van de verkoop aan CD&R en KKR van US Foodservice (afgerond in juli 2007, $ 7,1 miljard), Tops (afgerond in december 2007, verkocht aan Morgan Stanley Private Equity voor $ 310 miljoen) en de activiteiten in Polen (afgerond in juli 2007, verkocht aan Carrefour). Ahold boekt goede voortgang met de realisatie van de strategie onder leiderschap van John Rishton, die in november 2007 als CEO wordt benoemd. In zijn eerdere rol als CFO maakte Rishton deel uit van het team dat de strategie ontwikkelde.
In november 2011 gaat Ahold een nieuwe fase van de groeistrategie in, onder leiding van de nieuwe CEO Dick Boer, eerder CEO voor Albert Heijn, die in maart 2011 is benoemd. Ahold richt de retailactiviteiten opnieuw in op basis van zes strategische pijlers, waarvan drie voor groei moeten zorgen en drie die groei moeten ondersteunen. De zes pijlers zijn: versterking van de loyaliteit, verbreding van het aanbod, groei van de geografische positie, vereenvoudiging, verantwoord ondernemen in retail en de prestaties van de mensen van Ahold.
In 2012 kocht Ahold voor € 350 miljoen bol.com. Bol.com handelt dan voornamelijk in boeken, maar met de ambitie het aanbod te verbreden.
In februari 2013 verkocht Ahold zijn 60% belang in de Zweedse supermarktketen ICA, dat het in 2000 gekocht had. De koper, Hakon Invest, betaalt 21,2 miljard Zweedse kronen of € 2,45 miljard en krijgt alle aandelen ICA in handen. Hoewel Ahold de meerderheid van de aandelen bezat, had het niet de volledige zeggenschap over ICA. ICA was een van de bedrijfsonderdelen die Ahold in 2003 in het boekhoudschandaal stortte, omdat bij ICA twee tegenovergestelde documenten waren ondertekend. Een openbaar document waaruit bleek dat Ahold de zeggenschap over ICA had, waardoor het bedrijfsresultaat geheel in de boeken mocht worden opgenomen. En een geheime side letter waaruit bleek dat Ahold juist niet de volledige zeggenschap had. ICA behaalde in 2012 een omzet van € 11,3 miljard. De keten had toen 2200 franchises en eigen supermarkten in Zweden, Noorwegen en de Baltische staten.

### Ahold Delhaize
Op 24 juni 2015 werd bekendgemaakt dat Delhaize Groep en Ahold fuseren, de fusie werd halverwege 2016 afgerond. Het bedrijf gaat Ahold Delhaize heten met in Nederland het hoofdkantoor. Dick Boer wordt de topman van Ahold Delhaize. Het heet een fusie van gelijken, maar de aandeelhouders van Ahold krijgen 61% en die van Delhaize de overige 39% van de aandelen waarbij de juridische entiteit Delhaize opgaat in Ahold. De naam Ahold wordt vervangen Ahold Delhaize. Samen behaalden ze in 2014 een omzet van € 54 miljard en een nettowinst van € 1 miljard. Ahold en Delhaize hadden samen 375.000 medewerkers en 6500 winkels. Beide bedrijven halen meer dan 50% van de omzet in Verenigde Staten. De geografische overlap van de ketens is gering en na de fusie is Ahold Delhaize in alle Amerikaanse staten aan de oostkust aanwezig.
Op 14 maart 2016 stemden de aandeelhouders van Ahold en Delhaize in met de fusie. Een dag later kregen Ahold en Delhaize groen licht van de Belgische toezichthouder waarmee alle mededingingsrechtelijke procedures in Europa zijn afgerond. Na toestemming van de Amerikaanse toezichthouder FTC werd de fusie op zaterdag 23 juli 2016 beklonken. De merken Albert Heijn en Delhaize blijven naast elkaar bestaan in de Belgische markt.

#### Politieke donatie
In de periode 2021-2024 gaf Ahold Delhaize financiële steun aan leden van het Amerikaanse Congres die de verkiezingsuitslag van 2020 niet erkenden. De donatie bedroeg 20.500 dollar en werd gedaan binnen een half jaar na de bestorming van het Amerikaanse Capitool in 2021. Dergelijke donaties gaan doorgaans via een PAC (Political Action Committee).

## Bezittingen

### Europa
- Ahold Delhaize Coffee Company B.V. – (Nederland).
- Ahold Czech Republic a.s. – (Tsjechië)
- Albert Heijn B.V. – (Nederland/België/Duitsland) / Sinds 1973 (jaar van oprichting Ahold)
- Ahold Polska - (Polen) / Sinds 1994
- Etos B.V. – (Nederland) / Sinds 1973
- Gall & Gall B.V. – (Nederland) / Sinds 1989
- Bol.com – (Nederland, België) / Sinds 2012
- Pingo Doce Gestão de Empresas de Retalho, SGPS. S.A. (Jerónimo Martins|JMR) (indirect 49%) – (Portugal)

### Verenigde Staten
- Giant Carlisle
  - Martin's Food Markets
- Giant Landover
- Peapod
- Stop & Shop New England
- Stop & Shop New York Metro

### Zuid-Amerika
- Bompreço. Joint venture in Brazilië die enkele Braziliaanse supermarktketens voerde. Later niet meer in bezit van Ahold.
- Santa Isabel. Joint venture in Chili, Peru, Paraguay en Ecuador, van 1999 tot aan 2003
- Disco. Voerde supermarkten in Argentinië en is later verkocht aan de lokale markt, van 1989 tot 2004[37]

## Resultatenontwikkeling
| Jaar | Omzet           | Winst           |
| ---- | --------------- | --------------- |
| 2000 | € 40,83 miljard | € 903 miljoen   |
| 2001 | € 54,21 miljard | € 712 miljoen   |
| 2002 | € 62,68 miljard | € -1250 miljoen |
| 2003 | € 56,07 miljard | € -39 miljoen   |
| 2004 | € 44,04 miljard | € 648 miljoen   |
| 2005 | € 43,98 miljard | € -91 miljoen   |
| 2006 | € 27,83 miljard | € 915 miljoen   |
| 2007 | € 24,89 miljard | € 2950 miljoen  |
| 2008 | € 25,72 miljard | € 1080 miljoen  |
| 2009 | € 27,9 miljard  | € 894 miljoen   |
| 2010 | € 29,5 miljard  | € 853 miljoen   |
| 2011 | € 30,3 miljard  | € 1017 miljoen  |
| 2012 | € 32,8 miljard  | € 827 miljoen   |
| 2013 | € 32,6 miljard  | € 2537 miljoen  |
| 2014 | € 32,8 miljard  | € 594 miljoen   |
| 2015 | € 33,8 miljard  | € 610 miljoen   |

## Verantwoordelijken

### Raad van bestuur
- Frans Muller, CEO sinds 1 juli 2018.
- Jeff Carr, CFO sinds november 2011.
- James McCann, Chief Commercial & Development Officer sinds september 2011.

### Raad van commissarisen
- René Dahan, voorzitter sinds 2004
- Tom de Swaan, vicevoorzitter 2007 - 2013[39]
- Derk C. Doijer, lid sinds 2005
- Stephanie M. Shern[40], lid sinds 2005, vanaf oktober 2013 voorzitter audit comittee
- Judith Sprieser, lid sinds 2006
- Mark McGrath, lid sinds 2008
- Ben Noteboom, lid sinds 2009
- Rob van den Bergh, lid sinds 2011